# Mare de Déu del Portal
La Mare de Déu del Portal és una església a la vila dels Prats de Rei (Anoia) inclosa a l'Inventari del Patrimoni Arquitectònic de Catalunya. L'actual edifici està situat al lloc que ocupà el Portal Major, de la vila dels Prats de Rei, sobre el qual, quan es van reedificar les muralles, entre els anys 1375 i 1377, s'hi obrí una capella mural on s'hi col·locà la imatge de la Mare de Déu del Portal. La primitiva església fou construïda ja en aquest mateix lloc al segle xvi i fou enderrocada per a aixecar l'edifici actual, l'any 1700. Fou acabada l'any 1787 "Reig Nani Cardo III".
Edifici barroc-neoclassicista de planta rectangular d'estil corinti, construït entre els anys 1756 i 1787. Té 16m de llargada per 12m d'amplada, amb una gran cúpula central, ornada amb escultures dels Sants Doctors de l'església. Els angles són reforçats amb carreus més grans. El portal, barroc, amb façana rematada per motllures. Dues columnes corínties emmarcant la porta.
La imatge de la Mare de Déu del Portal representa la Verge asseguda amb el Nen dret sobre el genoll esquerre mesura 69 cm d'alçada i és esculpida en pedra de sauló. La policromia actual no és l'original. Li foren mutilades les corones primitives per a posar-n'hi unes de postisses. La verge té la cabellera rossa i una cinta daurada. El nen porta un ocellet que li menja de la mà. La figura de la verge presenta una certa naturalitat però la del nen encara conserva el hieratisme del romànic. És de les poques imatges amb el nen dret. El nom li ve del seu emplaçament inicial, en una capella mural feta sobre el Portal Major de la vila dels Prats de Rei. En aquest lloc es construí una primera capella al segle xvi i, al segle xviii es bastí l'actual.